# Australische silkyterriër
De Australische silkyterriër is een hondenras.

## Uiterlijk
De Australische silkyterriër is een compacte hond, die een schouderhoogte van 23 centimeter en een gewicht van 4,5 kilogram kan bereiken. Het lichaam van de terriër moet in verhouding met de schofthoogte lang zijn. De lange vacht van de Australische silkyterriër is glad en ligt vlak tegen het lichaam aan. Het heeft een fijne structuur en is glanzend. De meest gewenste vachtkleur is blauw. De oren van de hond zijn klein en V-vormig en hoog op de schedel ingeplant. Ze worden rechtop gedragen en hebben geen lange haren. Puppy's worden altijd zwart geboren.
Airedaleterriër ·
Amerikaanse staffordshireterriër ·
Australische silkyterriër ·
Australische terriër ·
Bedlingtonterriër ·
Borderterriër ·
Braziliaanse terriër ·
Bulterriër ·
Cairnterriër ·
Ceskyterriër ·
Dandie Dinmont-terriër ·
Duitse jachtterriër ·
Engelse toyterriër ·
Foxterriër ·
Glen of Imaalterriër ·
Ierse terriër ·
Irish soft-coated wheaten terrier ·
Jackrussellterriër ·
Japanse terriër ·
Kerry blue-terriër ·
Lakelandterriër ·
Manchesterterriër ·
Miniatuur Bulterriër ·
Norfolkterriër ·
Norwichterriër ·
Parson Russell-terriër ·
Schotse terriër ·
Sealyhamterriër ·
Skyeterriër ·
Staffordshire-bulterriër ·
Welsh terriër ·
West Highland white terrier ·
Yorkshireterriër